# Trattinnickia rhoifolia
Trattinnickia rhoifolia är en tvåhjärtbladig växtart som beskrevs av Carl Ludwig von Willdenow. Trattinnickia rhoifolia ingår i släktet Trattinnickia och familjen Burseraceae. Inga underarter finns listade i Catalogue of Life.